# Veronica aragonensis
Veronica aragonensis är en grobladsväxtart som beskrevs av Stroh. Veronica aragonensis ingår i släktet veronikor, och familjen grobladsväxter. Inga underarter finns listade i Catalogue of Life.